# Facultad de Medicina Veterinaria (Universidad de California en Davis)
La Facultad de Medicina Veterinaria de la Universidad de California en Davis fue fundada en el 1 de enero de 1948.
Corresponde a la escuela veterinaria más grande de los Estados Unidos y actualmente ocupa el puesto # 1 entre las Facultades de Medicina Veterinaria de Estados Unidos, según el informe de US News & World. Además, según QS World University Rankings, ocupó el primer lugar en el mundo en Medicina Veterinaria durante cuatro años consecutivos: 2015, 2016 2017 y 2018.

La Facultad se enfoca en los estudiantes del programa profesional de Doctor en Medicina Veterinaria, el programa de Maestría en Medicina Veterinaria Preventiva, programas de residencia clínica de posgrado y programas académicos de maestría y doctorado de postgrado. La Facultad de Medicina Veterinaria ofrece programas educativos, de investigación, de servicios clínicos y de servicio público para mejorar la salud y el cuidado de los animales, la salud del medio ambiente y la salud pública.